# Alice Mabel Bacon
Alice Mabel Bacon (26 février 1858 - 1er mai 1918) est une écrivaine et enseignante américaine qui est conseiller étranger au Japon pendant l'ère Meiji.

## Premières années

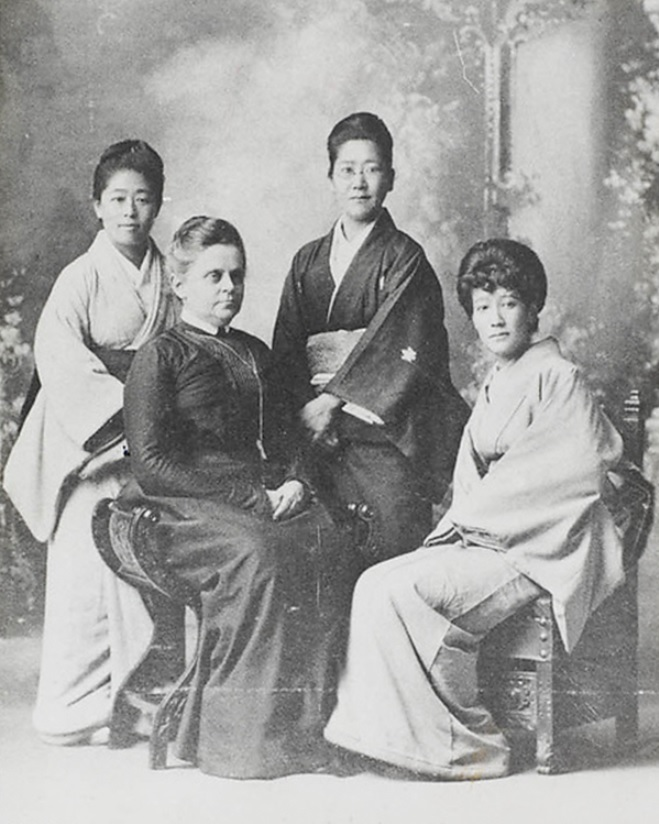
Alice Bacon avec Umeko Tsuda, la baronne Shigeko Uryu et la princesse Sutematsu Oyama.

Alice Mabel Bacon est la cadette des enfants (deux fils et trois fils) de Leonard Bacon, pasteur à New Haven dans le Connecticut et professeur à la Yale Divinity School, et de sa seconde femme, Catherine Elizabeth Terry Bacon. En 1872, quand elle a quatorze ans, le diplomate japonais Arinori Mori choisit la maison de son père pour accueillir les étudiantes japonaises envoyées aux États-Unis dans le cadre de la mission Iwakura. Alice Mabel Bacon reçoit ainsi Sutematsu Yamakawa alors âgée de douze ans. Les deux filles sont presque du même âge et s'entendent très bien. Pendant dix ans, elles sont comme des sœurs malgré leur différence de culture.

## Éducation et carrière
Après ses études secondaires, Alice est contrainte de renoncer à entrer à l'université à cause du coût trop élevé. Elle réussit néanmoins à obtenir un diplôme de lettres à l'université Harvard en 1881, et devient enseignante en 1883 à l'université de Hampton.
En 1888, Sutematsu Yamakawa et Umeko Tsuda invitent Alice Mabel Bacon à devenir professeur d'anglais pour les jeunes filles de familles aristocratiques à l'école Gakushūin. Elle retourne à l'université de Hampton un an plus tard. Apprenant que l'une de ses élèves veut devenir infirmière mais qu'elle est refusée dans les écoles de formations à cause de sa couleur de peau, Alice Mabel Bacon cherche à fonder son propre hôpital. Avec l'aide du général Samuel C. Armstrong, le principal de Hampton, des fonds suffisants sont réunis pour ouvrir l'hôpital Dixie. L'établissement, qui ouvre ses portes en mai 1891, propose des formations d'infirmières ainsi que des soins médicaux.
Cependant, en avril 1900, elle est de nouveau invitée à se rendre au Japon pour créer l'école pour femmes de Tokyo (l'ancêtre de l'université pour femmes d'Ochanomizu). Elle reste dans ce pays jusqu'en avril 1902. Pendant cette période, elle assiste Umeko Tsuda, refusant une compensation financière hormis pour son logement.
Alice Mabel Bacon reste célibataire toute sa vie mais adopte deux petites filles japonaises. L'une d'entre elles, Makiko Hitotsuyanagi, devient la femme de William Merrell Vories.
Après cette expérience au Japon, Alice Mabel Bacon publie trois livres et plusieurs essais et est finalement reconnue comme une spécialiste de la culture et des femmes japonaises.

## Œuvres
- The Work of the Tuskegee Normal School  1887
- Japanese Girls and Women (Boston: Houghton, Mifflin and Company, 1891) download on Project Gutenberg
- A Japanese Interior (Boston, Houghton, Mifflin and Company, 1893)
- The Negro and the Atlantic exposition.  1896
- In the Land of the Gods Some Stories of Japan (Boston, Houghton, Mifflin and Company, 1905)